# Капшук Ольга Порфирівна
Ольга Порфирівна Капшук (нар. 1931, село Драбове, тепер Драбове-Барятинське Драбівського району Черкаської області) — українська радянська діячка, новатор виробництва, флотатор Криворізької центральної збагачувальної фабрики тресту «Луганськвуглезбагачення» Луганської області. Депутат Верховної Ради УРСР 6—7-го скликань.

## Біографія
Народилася в родині службовця. У 1949 році за «комсомольською путівкою» переїхала на Донбас.
У 1949—1950 роках — мотористка Новоузлівської центральної збагачувальної фабрики Сталінської (Донецької) області.
З 1950 року — флотатор Криворізької центральної збагачувальної фабрики тресту «Луганськвуглезбагачення» міста Брянки Ворошиловградської (Луганської) області.
Член КПРС. Обиралася делегатом XXV з'їзду КПУ (1976 рік).

## Нагороди
- орден Леніна
- орден Трудового Червоного Прапора
- медалі